# Karolina Naja
Karolina Naja (n. 5 februarie 1990, Tychy, Polonia) este o caiacistă ce a reprezentat Polonia, medaliată olimpică. A participat la 3 ediții ale Jocurilor Olimpice (2012, 2016, 2020) în care a câștigat o medalie de bronz.